# زمانی دیگر، جایی دیگر
زمانی دیگر، جایی دیگر (انگلیسی: Another Time, Another Place) فیلمی در ژانر درام به کارگردانی لوئیس آلن است که در سال ۱۹۵۸ منتشر شد. از بازیگران آن می‌توان به لانا ترنر، بری سالیوان، گلینیس جونز، شان کانری، و ریموند بر اشاره کرد.